# フィル・コリンズ
フィル・コリンズ（Phil Collins、1951年1月30日 - ）は、イギリスのドラマー、歌手、ミュージシャン。身長168cm。
バンド活動と並行してソロでも活躍し、1980年代から1990年代にかけて数々の大ヒットを記録した。シングルとアルバムの総売り上げは1億5000万枚。代表曲に「恋はあせらず」「見つめて欲しい」「イージー・ラヴァー」「ススーディオ」「アナザー・デイ・イン・パラダイス」などがある。
女優のリリー・コリンズは娘である。

## 略歴

### 幼少期 - ジェネシス加入
1951年、ロンドン郊外のミドルセックス州に生まれる。母親のジューン（1913年〜2011年）が芸能プロダクションに勤務していたため、5歳の時から子役として演劇界でも活躍しており、観客役のエキストラで『ビートルズがやって来るヤァ!ヤァ!ヤァ!』にも出演している。
フレイミング・ユースというバンドへの参加を経て、1970年、プログレッシブ・ロック・バンドであるジェネシスに、ドラマーとして加入。『メロディ・メイカー』誌に掲載されていたドラマーの募集広告を見て応募した。当時のリーダー的存在だったピーター・ガブリエル脱退後は、彼に代わってボーカリストも務めた。その後、バンドはポップス路線を進み、「ターン・イット・オン・アゲイン（君のTVショウ）」「アバカブ」「インヴィジブル・タッチ」などの数々のヒット曲を生み出した。

### ソロとしての成功
ソロ・アーティストとしても多大な成功を残している。1981年にファースト・アルバム『夜の囁き』をリリースしたのを皮切りに、ソロ活動を活発化させていく。1984年には映画『カリブの熱い夜』の主題歌「見つめて欲しい」をリリース。アース・ウィンド&ファイアーのリード・ボーカル、フィリップ・ベイリーとのデュオで知られる「イージー・ラヴァー」（1984年）や、スプリームスの「恋はあせらず」のカバーなどをリリースしている。
1980年代はソロ/バンドが共に全世界で大ヒットを連発。一方でロバート・プラントのアルバムをプロデュースし、彼のツアーでもドラマーを務めた。1985年のライヴ・エイドでは、ロンドンで演奏後にコンコルドで大西洋を渡り、アメリカのステージにも出演。イギリスとアメリカのステージでレッド・ツェッペリンをはじめスティング、エリック・クラプトンと競演するなど、来た仕事を基本的に断らないということで、「世界で一番忙しい男」と評された。
こうしたメジャーシーンでの活動と並行して、1970年代にはジャズ・ロック・バンドのブランドXにも参加し、当時の米国シーンにおけるクロスオーバー・ドラマーたちにも全くひけをとらない、卓越したドラミング・テクニックを披露している（現在は脱退）。ブランドX名義で作品を発表する以外に、ベーシストのパーシー・ジョーンズと共にブライアン・イーノなどのアルバムに参加したこともある。1990年代後半には、20人近いメンバーを率いてフィル・コリンズ・ビッグバンドとしてジャズ中心のライブも行っている。
ソロ活動で成功を収めた後には、1963年にイギリスで起きた列車強盗事件の犯人バスター・エドワーズの伝記映画『フィル・コリンズ in バスター』（1988年公開）にて主演を果たし、同映画のメインテーマとなったザ・マインドベンダーズのカバー曲「恋はごきげん」で全米・全英チャートのNo.1を獲得している。
1989年発売のシングル「アナザー・デイ・イン・パラダイス」が1991年のグラミー賞にて「Record of the year」を受賞するなど、1980年代から1990年代にかけては出す曲すべてが大ヒットという破竹の勢いだった。

### 低迷期とジェネシス再結成
1990年代中盤頃からセールスが下降していく。イギリスでは根強い支持を得ていたが、アメリカではトップ10入りも無くなっていく。1996年にジェネシスを脱退。その後のジェネシスには新ボーカリストとしてレイ・ウイルソンが加入した。1998年には、ソロ・キャリアの集大成となるアルバム『ベスト・オブ・フィル・コリンズ』を発売。

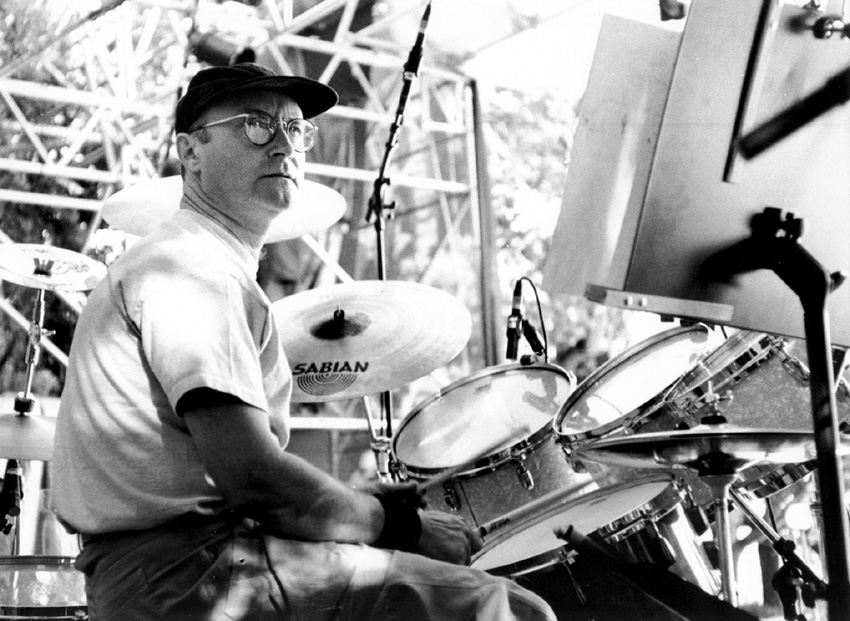
フィル・コリンズ（1996年）

1999年、ディズニー映画『ターザン』の音楽を担当した。主題歌「ユール・ビー・イン・マイ・ハート」は久々のヒットを記録。アカデミー歌曲賞を受賞し、作品は後に舞台化もされブロードウェイなどでも上演されている。2002年にはエリザベス2世女王在位50年を記念するコンサート「Party at The Palace - Golden Jubilee」に出演。ここで共演したクイーンやポール・マッカートニー、エリック・クラプトンらと「Queen's House Band」なるバンドを即席で結成。イギリスのファンを前に久々のドラム・パフォーマンスを見せた。2002年、左耳に閉塞感を覚え突発性難聴と診断される。
2006年、米国Rockstar Games社のゲームソフト「グランド・セフト・オート・バイスシティ・ストーリーズ」に自身が声優を務める実在のキャラクターとして出演。また、この頃には妻と別れ、子供達と共にスイスに移住している。

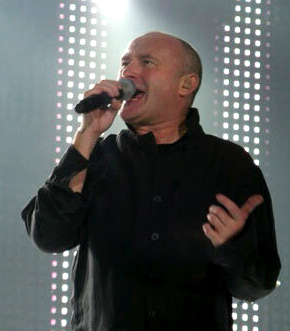
フィル・コリンズ（2006年）

2007年、ジェネシスを黄金期の3人で再結成し、ヨーロッパとアメリカをツアー。一部の曲でキーを落として歌うなどしたが、コンサートの定番だったチェスター・トンプソンとのドラム・デュエットなどで、卓越したドラム・テクニックが健在であることをアピールした。

### 引退と復帰、再び引退へ・そして復帰
2008年4月25日、表舞台からの引退を表明した。ジェネシスの再結成ツアーを終えたばかりのコリンズは、今後アルバムのリリースやツアーに出る意思がないことを発表。裏方として音楽に携わり、余生をのんびりと楽しむと語っている。今後は作曲を中心に活動を続けるが、多くの時間を大好きな趣味に没頭するために使おうと考えているようである。ちなみに趣味は歴史グッズ蒐集。特に1836年、当時メキシコ領だったテキサス州サンアントニオにて、テキサス独立軍とメキシコ共和国軍との間で行われた「アラモの戦い」にまつわる記念品を熱心にコレクションしている。
2009年9月19日、一部報道によると脊髄の手術を受け、その結果、手の動きに支障が出たようでピアノ、ドラム等の演奏ができなくなった（術後すぐということもあり一年から数年かけてある程度の回復はするとのこと）。なお、ドラムスティックをテープで固定すればドラムの演奏自体は可能であるという。また、彼自身は「まだ歌があるのでそれほど絶望はしていない」とコメントした。
その後、前述の引退宣言を撤回し、アルバム・リリースによってカムバックすることを決意。2010年9月13日に8年ぶりとなるアルバム『ゴーイング・バック』を発売。このモータウン・ソングなどをカバーしたアルバムにより、全英アルバムチャートで12年振りとなる1位を獲得した。また、本作に伴うライブも行なっている。
2011年3月8日、自身のサイトで再び引退することを明らかにした。サイトで発表されたものの和訳が以下。(当時の報道より)
1. メディアからのひどい扱いや悪いレビューのせいでやめる訳じゃない。
2. 愛されてないと感じるからやめる訳じゃない。僕には今でも僕のやる事を愛してくれてるファンがたくさんいるのを知ってるよ。ありがとう。
3. 居場所がないからやめる訳じゃない。それは（最新アルバム）『ゴーイング・バック』がUKチャートのNo.1に輝いただけじゃなくて、世界中で好評だった事が証明してるからね。
4. アラモ（の戦い）への探究に時間を費やしたいがためにやめる訳じゃない。僕は2人の小さな息子たちの父親として専念したいからやめるんだ」

2015年10月28日に『ローリング・ストーン』誌のインタビューで、4年ぶりに活動を再開し、ニュー・アルバムの制作とそれに伴うツアーを計画していることを発表した。また、2016年10月に自伝を出版する予定についても明らかにしている。
2016年8月29日、ニューヨークでの全米オープンの開催前夜祭に出演し「In the Air Tonight」「Easy Lover」の2曲を歌唱した。ドラムは息子のニコラス・コリンズが担当。
2016年10月、自伝『Not Dead Yet』を発表。2017年6月2日のリヴァプール公演を皮切りにヨーロッパを廻る「Not Dead Yet Tour」を開催した。このツアーは世界規模のものとなり2019年10月まで続いた（ドイツ、フランス、アイルランド、イギリス、南米、北米、オーストラリア等）。
2020年3月、ジェネシス再結成と「The Last Domino? Tour」の開催を発表。2020年12月に行われる予定だったツアーは、新型コロナウイルス感染症の世界的流行の影響で、2021年4月に延期、さらに2021年9月に延期となっている。

## 私生活
これまでに3回の結婚と離婚を経験している。
- 1975年9月27日 - 1980年2月2日

妻アンドレア・コリンズ
長女ジョエリー（1972年生、アンドレアの連れ子でコリンズの養女）
長男サイモン（1976年生） - サウンド・オブ・コンタクトというバンドのボーカリスト、ドラマーとしてデビューしている。
- 1984年8月4日 - 1996年12月5日

妻ジル・タヴェルマン
次女リリー（1989年生）
- 1999年7月24日 - 2008年8月17日

妻オリアンヌ・シーヴェイ
次男ニコラス・グレヴ・オースティン（2001年生）
三男マシュー・トーマス・クレメンス（2004年生）
2014年にアラモの戦いやテキサス独立戦争などに関わる歴史的遺物をテキサス州アラモに寄贈し、2015年に名誉テキサス州民に任命された。

## ディスコグラフィ

### スタジオ・アルバム
| 年 | タイトル                                          | アルバム詳細                                                                                        | チャート最高位 | チャート最高位 | チャート最高位 | チャート最高位 | チャート最高位 | チャート最高位 | チャート最高位 | チャート最高位 | チャート最高位 | チャート最高位 | チャート最高位 | 認定                                                                                |
| 年 | タイトル                                          | アルバム詳細                                                                                        | UK             | AUS            | AUT            | CAN            | GER            | NLD            | NOR            | NZ             | SWE            | SWI            | US             | 認定                                                                                |
| --- | ------------------------------------------------- | --------------------------------------------------------------------------------------------------- | -------------- | -------------- | -------------- | -------------- | -------------- | -------------- | -------------- | -------------- | -------------- | -------------- | -------------- | ----------------------------------------------------------------------------------- |
| 1981 | 夜の囁き Face Value                               | - 発売日: 1981年2月13日 - レーベル: Atlantic - フォーマット: CD、LP、cassette - 全英売上: 154.2万枚 | 1              | 2              | 3              | 1              | 2              | 2              | 5              | 1              | 2              | 4              | 7              | - UK: 5×P - AUT: P - CAN: D - GER: 7×G - NLD: 2×P - SWI: 2×P - US: 5×P              |
| 1982 | フィル・コリンズ 2:心の扉 Hello, I Must Be Going! | - 発売日: 1982年11月5日 - レーベル: Atlantic - フォーマット: CD、LP、cassette - 全英売上: 90万枚    | 2              | 15             | —              | 1              | 6              | 3              | 4              | 7              | 17             | 20             | 8              | - UK: 3×P - AUT: G - GER: 2×P - NLD: G - SWI: P - US: 3×P                           |
| 1985 | フィル・コリンズIII No Jacket Required            | - 発売日: 1985年2月18日 - レーベル: Atlantic - フォーマット: CD、LP、cassette - 全英売上: 200万枚   | 1              | 1              | 11             | 1              | 1              | 1              | 1              | 1              | 1              | 1              | 1              | - UK: 6×P - AUT: P - CAN: D - GER: 3×P - NLD: P - SWI: 2×P - US: 12×P               |
| 1989 | バット・シリアスリー ...But Seriously             | - 発売日: 1989年11月20日 - レーベル: Atlantic - フォーマット: CD、LP、cassette - 全英売上: 270万枚  | 1              | 1              | 1              | 1              | 1              | 1              | 1              | 1              | 1              | 1              | 1              | - UK: 9×P - AUS: 5×P - AUT: 2×P - CAN: 7×P - GER: 6×P - NLD: P - SWI: 5×P - US: 4×P |
| 1993 | ボース・サイズ Both Sides                         | - 発売日: 1993年11月8日 - レーベル: Atlantic - フォーマット: CD、LP、cassette - 全英売上: 60万枚    | 1              | 8              | 1              | 6              | 1              | 1              | 4              | 3              | 1              | 7              | 13             | - UK: 2×P - AUS: P - AUT: P - GER: 3×P - NLD: P - SWI: P - US: P                    |
| 1996 | ダンス・イントゥ・ザ・ライト Dance into the Light | - 発売日: 1996年10月21日 - レーベル: Atlantic - フォーマット: CD、LP、cassette - 全英売上: 10万枚   | 4              | 8              | 2              | 9              | 1              | 4              | 12             | 2              | 1              | 33             | 23             | - UK: S - AUS: G - CAN: P - GER: P - SWI: 2×P - US: G                               |
| 2002 | テスティファイ Testify                            | - 発売日: 2002年11月11日 - レーベル: Atlantic - フォーマット: CD、LP、cassette - 全英売上: 10万枚   | 15             | 96             | 5              | —              | 3              | 2              | 14             | 4              | 2              | —              | 30             | - UK: G - AUT: G - GER: 3×G - NLD: P - SWI: P                                       |
| 2010 | ゴーイング・バック Going Back                     | - 発売日: 2010年9月13日 - レーベル: Atlantic - フォーマット: CD、LP、音楽配信 - 全英売上: 10万枚    | 1              | 3              | 3              | 3              | 2              | 1              | 9              | 3              | 4              | 2              | 34             | - UK: G - AUT: G - CAN: G - GER: P - SWI: G                                         |
| "—"は未発売またはチャート圏外を意味する。認定の略称：P:プラチナ、D:ダイヤモンド、G:ゴールド、S:シルバー。 |                                                   | |                |                |                |                |                |                |                |                |                |                |                |                                                                                     |

### ライブ・アルバム
- 『シリアス・ヒッツ』 - Serious Hits... Live!（1990年）
- 『ホット・ナイト・イン・パリ』 - A Hot Night In Paris（1999年）※フィル・コリンズ・ビッグ・バンド名義

### コンピレーション・アルバム
- 『ベスト・オブ・フィル・コリンズ』 - ...Hits（1998年）
- 『ラヴ・ソングス』 - Love Songs: A Compilation... Old and New（2004年）
- 『シングルズ・コレクション』 - The Singles（2016年）

### ボックス・セット
- The Platinum Collection（2004年）
- Take a Look at Me Now:The Collection（2016年）
- 『プレイズ・ウェル・ウィズ・アザーズ』 - Plays Well with Others（2018年）

### サウンドトラック・アルバム
- 『バスター』 - Buster（1988年）※映画『フィル・コリンズ in バスター』サントラ
- 『ターザン』 - Tarzan（1999年）※映画『ターザン』サントラ
- 『ブラザー・ベア』 - Brother Bear（2003年）※映画『ブラザー・ベア』サントラ

### リミックス・アルバム
- 『12インチャーズ』 - 12"ers（1987年）

### EP
- 『マイ・ガール (ライヴ・トラックス)』 - Live From The Board - Official Bootleg（1995年）

### シングル
| 年                                        | タイトル                                                         | 全英 | 全米  | 備考 |
| ----------------------------------------- | ---------------------------------------------------------------- | ---- | ----- | --- |
| 1981                                      | 夜の囁き - "In the Air Tonight"                                  | 02位 | 19位  | アメリカのテレビドラマ特捜刑事マイアミ・バイスのパイロット版で使われた。また、2006年の映画『マイアミ・バイス』内でも Nonpoint がカバーした曲が使用された。 |
| 1981                                      | アイ・ミスト・アゲイン - "I Missed Again"                        | 14位 | 19位  | |
| 1981                                      | "If Leaving Me Is Easy"                                          | 17位 | -     | |
| 1982                                      | "Thru These Walls"                                               | 56位 | -     | |
| 1982                                      | 恋はあせらず - "You can't Hurry Love"                            | 01位 | 10位  | |
| 1983                                      | "I Don't Care Anymore"                                           | -    | 39位  | |
| 1983                                      | "Don't Let Him Steal Your Heart Away"                            | 45位 | -     | |
| 1983                                      | "Why Can't It Wait 'Til Morning?"                                | 89位 | -     | |
| 1983                                      | "I Cannot Believe It's True"                                     | -    | 79位  | |
| 1984                                      | 見つめて欲しい - "Against All Odds (Take A Look At Me Now)"      | 02位 | 01位  | 映画『カリブの熱い夜』主題歌、いすゞSUVシリーズCMソング |
| 1984                                      | イージー・ラヴァー - "Easy Lover"                                | 01位 | 02位  | フィリップ・ベイリーとのデュエット |
| 1984                                      | ワン・モア・ナイト - "One More Night"                            | 04位 | 01位  | ブリヂストン・レグノCMソング |
| 1985                                      | ススーディオ - "Sussudio"                                        | 12位 | 01位  | |
| 1985                                      | ドント・ルーズ・マイ・ナンバー - "Don't Lose My Number"          | -    | 04位  | |
| 1985                                      | セパレート・ライヴス - "Separate Lives"                          | 04位 | 01位  | マリリン・マーティンとのデュエット。映画『ホワイトナイツ/白夜』主題歌                                                                                      |
| 1985                                      | テイク・ミー・ホーム - "Take Me Home"                            | 19位 | 07位  | |
| 1988                                      | "In The Air Tonight [Remix]"                                     | 04位 | -     | |
| 1988                                      | 恋はごきげん - "A Groovy Kind of Love"                           | 01位 | 01位  | 映画『フィル・コリンズ in バスター』主題歌。7インチ・シングルの邦題は「グルーヴィー・カインド・オブ・ラヴ (恋はごきげん)」                                 |
| 1988                                      | ツー・ハーツ - "Two Hearts"                                      | 06位 | 01位  | 映画『フィル・コリンズ in バスター』挿入歌。読売テレビ・日本テレビ系『鶴瓶上岡パペポTV』テーマソング                                                       |
| 1989                                      | アナザー・デイ・イン・パラダイス - "Another Day In Paradise"     | 02位 | 01位  | マツダ・クロノスCMソング |
| 1990                                      | 雨にお願い - "I Wish It Would Rain Down"                         | 07位 | 03位  | |
| 1990                                      | ドゥー・ユー・リメンバー - "Do You Remember?"                    | -    | 04位  | |
| 1990                                      | ウェイ・トゥ・ヘヴン - "Something Happened On The Way To Heaven" | 15位 | 04位  | |
| 1990                                      | 悲しみのザッツ・ザ・ウェイ - "That's Just The Way It Is"         | 26位 | -     | |
| 1990                                      | "Do You Remember? [Live]"                                        | 57位 | -     | |
| 1990                                      | ハング・イン・ロング・イナフ - "Hang In Long Enough"             | 34位 | 23位  | |
| 1991                                      | フー・セッド・アイ・ウッド - "Who Said I Would"                  | -    | 73位  | |
| 1993                                      | "Both Sides Of The Story"                                        | 07位 | 25位  | |
| 1994                                      | エヴリデイ - "Everyday"                                          | 15位 | 24位  | |
| 1994                                      | "We Wait And We Wonder"                                          | 45位 | -     | |
| 1996                                      | ダンス・イントゥ・ザ・ライト - "Dance Into The Light"            | 09位 | 45位  | |
| 1996                                      | "It's In Your Eyes"                                              | 30位 | 77位  | |
| 1996                                      | "You Ought To Know"                                              | -    | -     | |
| 1997                                      | "Wear My Hat"                                                    | 43位 | -     | |
| 1998                                      | トゥルー・カラーズ - "True Colors"                               | 26位 | 112位 | |
| 1999                                      | ユール・ビー・イン・マイ・ハート - "You'll Be In My Heart"       | 17位 | 21位  | 映画『ターザン』主題歌・アカデミー歌曲賞受賞 |
| 2000                                      | トゥ・ワールズ - "Two Worlds"                                    | -    | -     | 映画『ターザン』挿入歌 |
| 2002                                      | "Can't Stop Loving You"                                          | 28位 | 76位  | |
| 2003                                      | "Wake Up Call"                                                   | 86位 | -     | |
| 2003                                      | "The Least You Can Do"                                           | 19位 | -     | |
| 2003                                      | "Look Through My Eyes"                                           | 61位 | -     | 映画『ブラザー・ベア』主題歌 |
| 2004                                      | "Don't Let Him Steal Your Heart Away"                            | -    | -     | |
| 2010                                      | "(Love Is Like a) Heatwave"                                      | -    | -     | |
| 2010                                      | "Going Back"                                                     | -    | -     | |
| "—"は未発売またはチャート圏外を意味する。 |                                                                  |      |       | |

## ビデオ
- 1983年 VHM39003 恋はあせらず+3 VHD

## 俳優としての主な出演作品
- 『特捜刑事マイアミ・バイス』 - Miami Vice Season 2, Episode 11 Phil the Shill（1985年）※テレビドラマ、詐欺師フィル役
- 『フィル・コリンズ in バスター』 - Buster（1988年）※初主演映画
- 『フック』 - Hook（1991年）
- 『保険屋に気をつけろ!』 - Frauds（1993年）
- 『運命の瞬間/そしてエイズは蔓延した』 - And the Band Played On（1993年）※テレビ映画
- 『バルト』 - Balto（1995年）※アニメ映画、声の出演
- 『ジャングル・ブック2 うたって おどって 大冒険!』 - The Jungle Book 2（2003年）※アニメ映画、声の出演